# Любачів
Люба́чів (Любачув, пол. Lubaczów) — місто в Південно-Східній Польщі, адміністративний центр Любачівського повіту Підкарпатського воєводства (з 1999). Розташований на Терногородському плато, у гирлі притоку Любачівки, Солотві, біля українсько-польського кордону, за 50 км на північний схід від Перемишля.

## Статус
Місто є центром соціально-економічного та культурного регіону. Незалежний муніципалітет, а також адміністративний центр великої місцевої сільської громади, що має у своєму складі 21 довколишнє село, є центром повіту та деканату римсько-католицької Замойсько-Любачівської єпархії. У місті є багато банків, юридичних і нотаріальних контор, навчальних та сервісних підрозділів, політичних, професійних та громадських організацій.

## Археологія
Сучасні польські вчені наголошують, що ці культури з Посяння, зокрема з Любачівського краю та басейну річки Любачівки, мають своє культурно-етнічне та археологічне продовження та ідентичність, як і аналогічність з тотожними археологічними культурами в басейнах річок Дністер, Прут, Серет. На торгово-економічні та етнічні взаємовідносини і контакти людей басейнів річок Сян, Любачівка з населенням з басейнів річок Дністер, Прут, Серет, наголошують і українські, словацькі та чеські вчені ХІХ-ХХІ століть, що дає право наголошувати, що з кельтської та римської епох, Посяння і Подністров'я функціонували в одній етнічній, політичній, торгово-економічній, та культурно-релігійній інфраструктурі. Знайдена в басейні річки Любачівка спільна торгово-реміснича кераміка, велика кількість римських монет епохи імператорів: Антонія Пріса, Коммода, Костянтина І Великого, Теодоріка ІІ, а з ІІ-ІІІ столітті на території Любавчівщини зафіксована (черняхівська-готська культура) з її ранньохристиянською символікою «готськими хрестами», яка є тотожна з археологічною черняхівською культурою басейну Дністра, що яскраво засвідчує одноетнічність населення Сяно-Дністровського басейнів. З IV–V століть на території Посяння, зокрема басейну річки Любачівка, чітко зафіксоване домінування слов'янської, Празької археологічної культури, яка є аналогічною з віднайденою такої слов'янської культури на території Чехії, Словаччини, Посяння, Подністров'я, Попруття та Молдавії.

## Історія
Перша згадка про Любачів походить до 1214 року, коли згідно з умовою між сандомирським князем Лешком Білим і угорським королем Андрієм місто отримав воєвода Пакослав Ласочич. Тоді місто називалось Любацев (пол. Ljubacew). В 1376 році місто отримало магдебурзьке право як місто у Руському воєводстві і відтоді стало називатися Любачув (пол. Lubaczów). В 1462 році, після смерті останнього равско-мазовійського князя, місто перейшло під управління короля. В 1523 році любачовському староству королем Сигізмундом Старим надані численні привілеї.
У 1648–1649 роках українські мешканці міста брали безпосередню участь у визвольній війні українського народу на чолі з Богданом Хмельницьким проти польського панування.
7-8 жовтня 1672 року, під час походу Собеського проти татарських чамбулів у польсько-турецькій війні (1672–1676), неподалік від Любачева проходила битва під Немировом.

### В складі імперії Габсбурґів
З 1772 по 1918 місто було під австрійським правлінням. У 1817 році у місті був прибраний останній війт, а в 1868 році австрійська влада перенесла уряд до Цешанува.

### 1914–1918 роки
Корінне населення Любачева, як і вся Східна Галичина, опинилось в самому епіцентрі військових дій на Східному фронті Першої світової війни, Наприкінці жовтня 1918 року після проголошення створення Української держави на території колишніх австрійських володінь в Галичині, Володимерії, Буковині український синьо-жовтий штандарт був піднятий над українізованою військовою частиною в місті. Польська влада при допомозі підрозділів польських легіоністів змогла захопити цю частину.
У грудні 1918 року, Любачівська рота Війська Польського під командуванням капітана Станіслава Домбека вела неподалік бій проти української армії, загарбуючи Східну Галичину. Латинський ксьондз, майор Станіслав Сінковський, під час бою, лікував і виносив поранених, допомагав стрільцям, посилав солдат у бій, а також служив капеланом.
Після першої світової війни місто було окуповане поляками.
Мешканці-українці Любачева, як і вся Східна Галичина сподівалися на справедливе розв'язання українського питання таким авторитетним міжнародним форумом, як «Паризька мирна конференція», яка відбулася упродовж 18 січня 1919 — 21 січня 1920 років.

### 1919–1939 роки
Найвища Рада союзних і прийнятих до союзу держав, проігнорувавши УНР, ЗУНР та інші національні держави, що існували на теренах колишньої імперії, за винятком Польщі і Фінляндії, вирішила уповноважити сили Польської республіки вести свої операції по річку Збруч і використати для цього армію Юзефа Галлера. Водночас уряд Польщі отримав дозвіл на впровадження на цій території польської цивільної адміністрації до майбутнього «вирішення долі краю шляхом волевиявлення населення» (яке ніколи не відбулося!). Ці рішення були опротестовані делегаціями УНР і ЗО УНР, але ніхто на це не зважав. Так Східна Галичина опинилася в руках Польщі, хоча тривалий час точилася дипломатична боротьба за політичний статус цього краю.
Військовий злочин стався 1919 року в Любачеві,  польські жовніри вбили семерох полонених Української Галицької Армії.
У 1918-1939 роках знову частина Польщі (у Львівському воєводстві). У 1931 р. Поляки становили 56% населення міста, євреї - 31%, українці - 12% та інші.

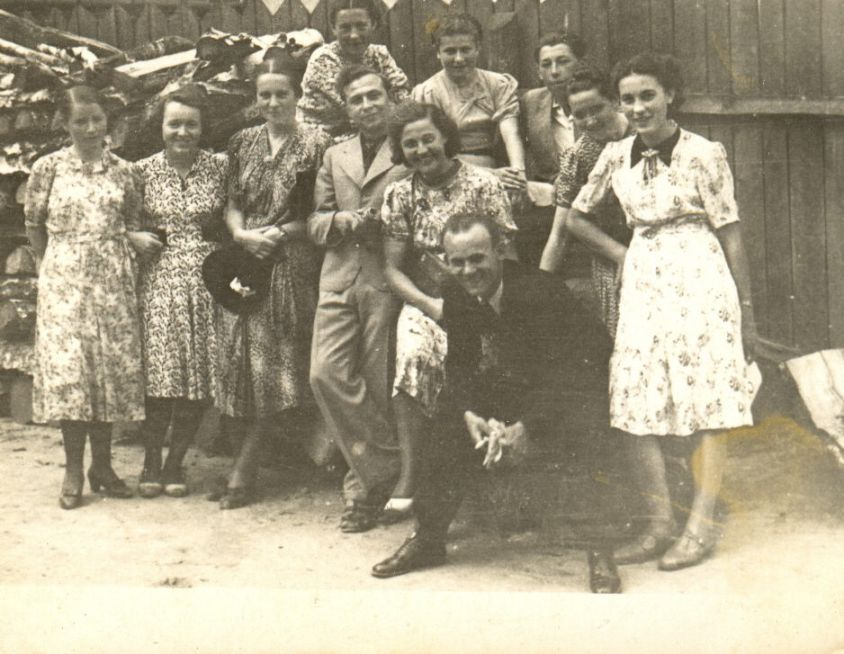
Любачів довоєнний, 1939 р.

Розпорядженням міністра внутрішніх справ 26 березня 1934 року село Острівець приєднано до міста.

### Німецька окупація
7 вересня 1939 року Любачів бомбардували німецькі літаки і 12 вересня німці вже окупували місто. 14 вересня 1939 року 21-а гірська піхотна дивізія під командуванням бригадного генерала Юзефа Кустроня, з метою виходу з оточення, під Любачевом мала важкі бої із наступаючими частинами Вермахту, що тривали 3 доби. 21-а гірська піхотна дивізія чисельністю близько 3500-4000 солдатів та мала на озброєнні 47 великокаліберних кулеметів, 19 протитанкових гармат, 13 гармат звичайних та 3 легких танки «Віккерс». 16 вересня 1939 року, дивізія, намагаючись прорватися, була втягнута у запеклий бій з переважаючими силами німецької 45-ї піхотної дивізії під Олешичами. Під час 14-ти годинного бою з переважаючими силами супротивника у лісі між Козіївкою та Улазівом бригадний генерал Кустронь загинув.

### У складі Львівської області УРСР
Після перемоги над польською армією німецькі війська повернулись до Любачева, але майже відразу, 26 вересня, вийшли, бо місто, згідно з пактом Молотова — Ріббентропа, перейшло до радянської зони окупації, а 28 вересня Любачів зайняв 17-й стрілецький корпус РСЧА. 22 червня 1941 року, з початком німецько-радянської війни, місто знову було окуповане німцями. В результаті цієї окупації була винищена велика частина єврейського населення міста (яке до війни складало близько двох з шести тисяч мешканців). 22 липня 1944 місто знов зайняли радянські війська.
У 1940–1941 роках місто було центром Любачівського району Львівської області.

### У складі Польської держави
У жовтні 1944 року Любачів переданий до складу ПНР.
У 1945 році до Любачева тимчасово була перенесена резиденція львівського архиєпископа РКЦ, у зв'язку з цим парафіяльний костел став костелом катедральним. Площа, що залишилися після львівського архиєпископа РКЦ на території Польщі, була названа «архиєпископа любачівського» (комуністична влада погодилася тільки з цією назвою, бо вона не могла згадувати те, що Львів раніше був окупований поляками). Сюди було тимчасово перевезене награбоване зі сходу, у тому числі чудотворний образ Матері Божої Белзької (1951–1974, який тепер знаходиться у Тарношині), мощі архієпископа Якуба Стрепи (20 жовтня 1966 р.), урна з серцем архиєпископа Юзефа Більчевського. У 1946–1980 роках тут перебував оригінал (тепер лише копія) чудотворного образу Матері Божої Ласкавої, до якого приїжджав тодішній львівський митрополит єпископ Євгеніуш Базяк.
25 березня 1992 року на місці єпархії архиєпископа Любачева була зведена єпархія Замосць — Любачів, яка була включена до Перемиської митрополії РКЦ. При відкритті був присутній і казав проповідь Папа Іван-Павло II.

## Демографія
Демографічна структура станом на 31 березня 2011 року:
|          | Загалом | Допрацездатний вік | Працездатний вік | Постпрацездатний вік |
| -------- | ------- | ------------------ | ---------------- | -------------------- |
| Чоловіки | 6045    | 1258               | 4314             | 473                  |
| Жінки    | 6528    | 1096               | 4188             | 1244                 |
| Разом    | 12573   | 2354               | 8502             | 1717                 |

### Українська громада

Хор товариства "Просвіта" у Любачеві, 1939 р.

Любачівщина є споконвічною українською землею. Згідно з таблицею від «Населення Східної Галичини в 1931 році» від загальної чисельності населення Любачівщини 51 885 осіб, 24 470 (47,2%) розмовляли українською мовою, тоді як лише 23 686 особи (43,7%) польською, і 3503 (6,8%) мовою ідиш.
За інформацією деяких писемних джерел, греко-католицька церква святого Миколая в Любачеві існувала вже у часи середньовіччя. Українські мешканці Любачівщини були виселені після 1945 року в УРСР.
З міста Любачів походить багато відомих українських родин[джерело?]: Бандира, Беднарчук, Дубик, Жук, Клос, Митко, Огірко, Петрус, Ригель, Чабаник та інші.
З 1993 року у Львові діє суспільно-культурне товариство «Любачівщина».

### Єврейська громада
Євреї Любачева згадуються в перший раз у 1498 році як збірники податків. У 1532 році польський король заборонив євреям Любачева торгувати з населенням прилеглих сіл. У 1538 році податкові звіти показують, що в Любачеві було вісімнадцять єврейських сімей, проте в 1565 згадуєтеся тільки три єврейські родини, що живуть у місті. За згадками 1621, 1633 і 1639 років євреї Любачева були залучені в торгівлю і ремесла, а також мали право варити пиво. Вони як і раніше збірники комунальних платежів, а також королівських податків.
У 1880 році єврейська громада становила близько 1300 осіб (близько 30% від загальної чисельності населення).
- 1933: Єврейське кладовище була закрито польською владою, і було відновлено тільки після довгої суспільної боротьби.
- 1939: Відповідно до видання «Where Once We Walked (де колись ми йшли)» до Голокосту у Любачеві було 1715 євреїв. (За іншими джерелами — 2300 осіб).
- 1 вересня 1939: Німеччина напала на Польщу.
- Квітень 1942: В місті було 2270 євреїв.
- Травень 1942: 2000 євреїв були доставлені німцями з навколишніх населених пунктів.
- Жовтень 1942: єврейське гетто створено. Протягом 48 годин гетто було переповнено. Незабаром після цього перший ешелон євреїв було відправлено в Белжець.
- 6 січня 1943: У 8 годин ранку почалися масові вбивства євреїв. Вбивства тривали до 14 січня. За оцінками 1200 євреїв було вбито і поховано в братській могилі. Деякі були відправлені в табір смерті Белжець.

## Розташування
Любачів розташований у східній частині Підкарпатського воєводства, у самому центрі Любачівського повіту. Географічно місто знаходиться на Терногородському плато, у гирлі Солотви — притоки Любачівки (яка в свою чергу є притокою Сяну), неподалік від кордону з Україною.
У 1975–1998 роках місто знаходилось у Перемиському воєводстві.
Межує з ґмінами Олешичі, Любачів та Чесанів.

## Довкілля
За даними 2006 року, Любачів має площу 26 км², у тому числі:
- поля: 72%
- ліси: 11%

Саме ж місто займає 1,97% площі повіту.

## Архітектура

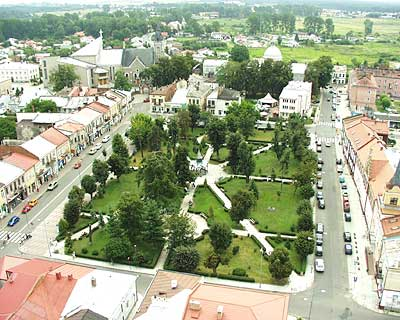
Вид на ринок у Любачові

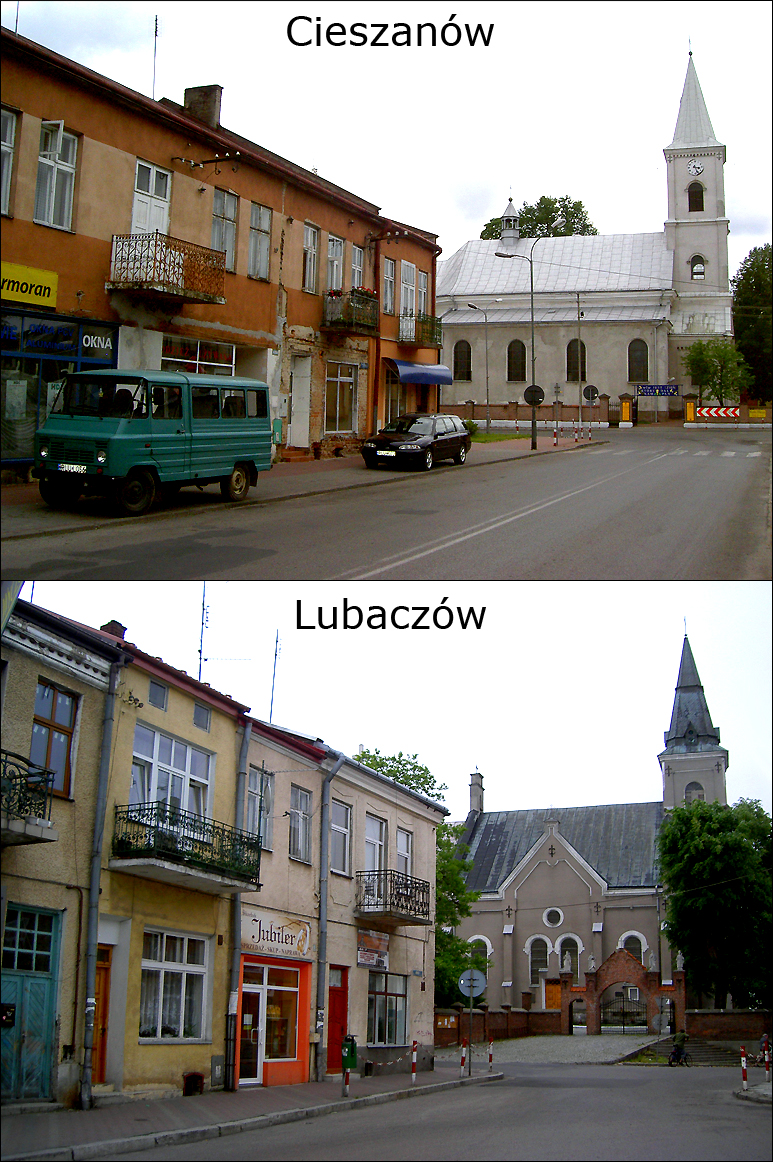
Порівняння Цешанова та Любачева

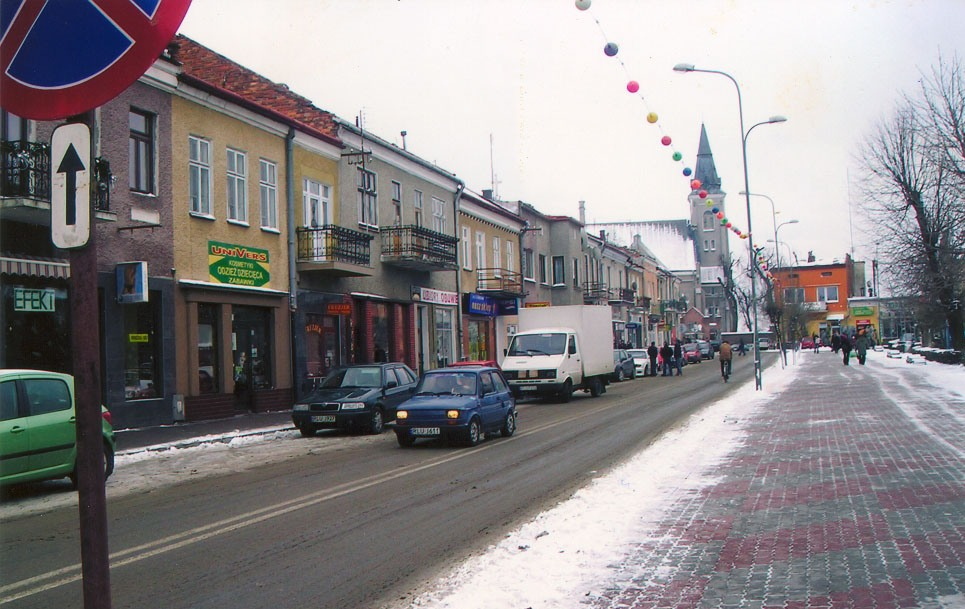
Любачів, ринок.

### Місто
Основною, а також історично найстарішою частиною міста є центр, який розташований на плато між Солотвою та Любачівкою. Менше ніж за півкілометра від центру на південь, на лівому пагорбі від Любачівки є старе місто, назване замком. Навколо центру розташовані міські забудови, житлові райони, селища та села. Західна частина міста називається Запжекоп. На південному сході, на лівій стороні Любачівки знаходиться район Островець, який колись був окремим селом. На заході знаходиться селище Мазур. У цій частині знаходиться міський парк з залишками замку, а також музей.

### Пам'ятники
Список пам'ятників, які знаходяться у Любачові:
- Церква святого Миколая.
- Ратуша.
- Залізнична станція з водонапірною баштою (1880 рік).
- Єврейський цвинтар.
- Міське кладовище другої половини XIX ст.
- Замкова забудова на пагорбі, у яку входить: залишки замку і укріплень (XVI–XVII ст.), амбар початку XIX ст. (нині музей) і парк (заснований в 1915 році).
- Комерційна будівля на вул. Костюшка, 75 (межа XIX–XX ст.).
- Будинок на вул. Костюшка, 78 (побудований в 1932–1934 роках).
- Будинок на вул. Міцкевича, 26 (1900 рік).
- Магістраль на вул. Економіки (1929 рік).

## Відомі люди

### Народилися

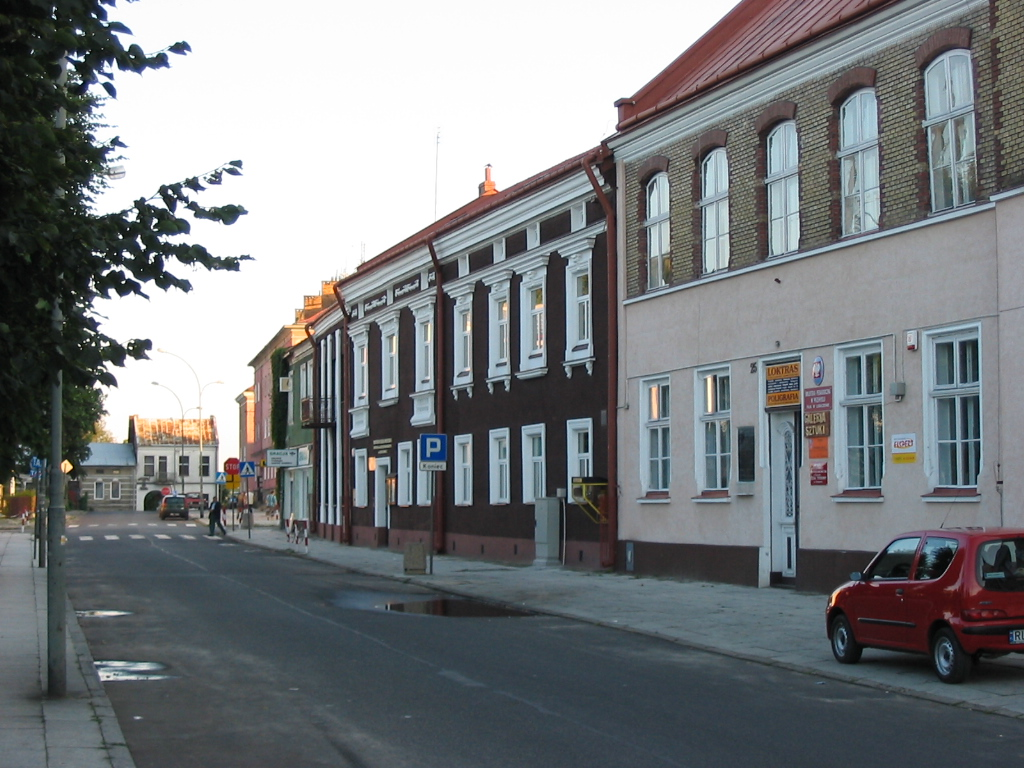
Любачівська музична школа

- Владислав Витвицький — психолог, філософ, перекладач і ілюстратор діалогів Платона, живописець.
- Радослав Жук — український архітектор.
- Мар'ян Войцеховський — полковник Війська польського.
- Станіслав Дембицький — професор краківської Академії образотворчих мистецтв, польський художник та ілюстратор книг.
- Станіслав Домбек — полковник Війська польського, посмертно нагороджений званням генерала бригади.
- Євген Клос — український фізик, педагог, професор.
- Роберт Коженьовський — польський спортсмен, багаторазовий олімпійський і світовий чемпіон.
- Давід Корнага — польський письменник.
- Йозиф Міхалик — польський політик, самоурядовець, член Сейму від другого терміну.
- Францішек Міштал — авіаційний конструктор, професор Варшавського технологічного університету.
- Олександр Сас-Бандровський — польський співак, професор співу.
- Петрус Роман.Професор,доктор технічних наук.
- Лариса Скорик — український архітектор та громадсько-політичний діяч.
- Ярослав Фургала — польський скульптор.
- Генрик Цьох — польський юрист, викладач академіки, адвокат, професор юридичних наук.
- Євгеніуш Ткачишин-Дицький — поет, лауреат нагороди Nike 2009.
- Охримович Марія — український бібліотекознавець та мистецтвознавець.

### Парламентські посли від Любачева
- отець Яворський Павло — парох села Башня, посол Галицького сейму 3-го скликання.[13]

### Померли
- Старух Ярослав (псевда: «Стяг», «Ярлан», «Стояр») (17 листопада1910, с. Золота Слобода, Козівський район, Тернопільська область — 20 вересня 1947, загинув поблизу м. Любачів — український політичний і військовий діяч, публіцист, державний секретар міністерства інформації й пропаганди Українського державного правління, член проводу ОУН та провідник Закерзонського краю. Лицар Золотого Хреста Заслуги 1-го кл.

## Освіта
- Початкова школа № 1 імені генерала Станіслава Домбека.
- Початкова школа № 2 імені захисників Любачева.
- Громадська школа № 1 імені майора Пшемислава Інглота.
- Громадська школа № 2 імені короля Яна III Собеського.
- Загальноосвітній ліцей імені Тадеуша Костюшка.
- Командна школа імені генерала Йозефа Кустроня.

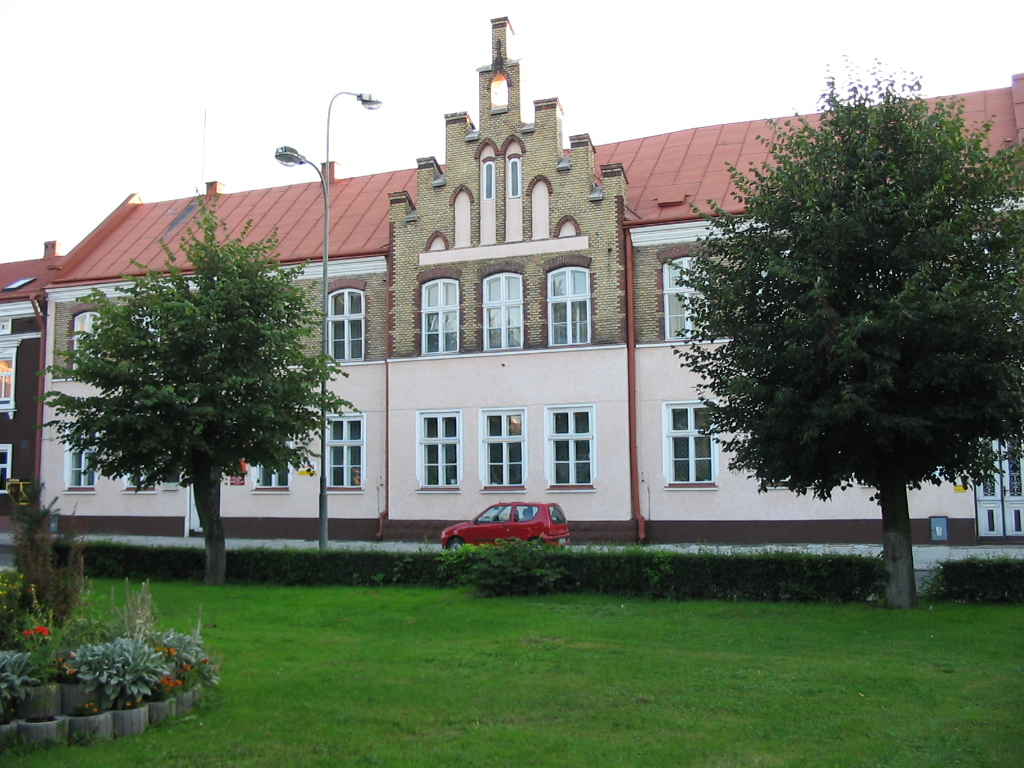
Педагогічна бібліотека

- Любачівська музична школа.

## Культура
- Краєзнавчий музей
- Міський дім культури
- Міська публічна бібліотека
- Педагогічна бібліотека
- Центр культури та спорту повіту

## ЗМІ
- «Твоє радіо Любачів»
- Любачівський інтернет-портал (www.lubaczow24.com)
- Спортивна служба любачівського повіту
- Любачівське телебачення (www.lubaczow.tv)
- Інформаційний портал любачівської землі (iLubaczów.pl)

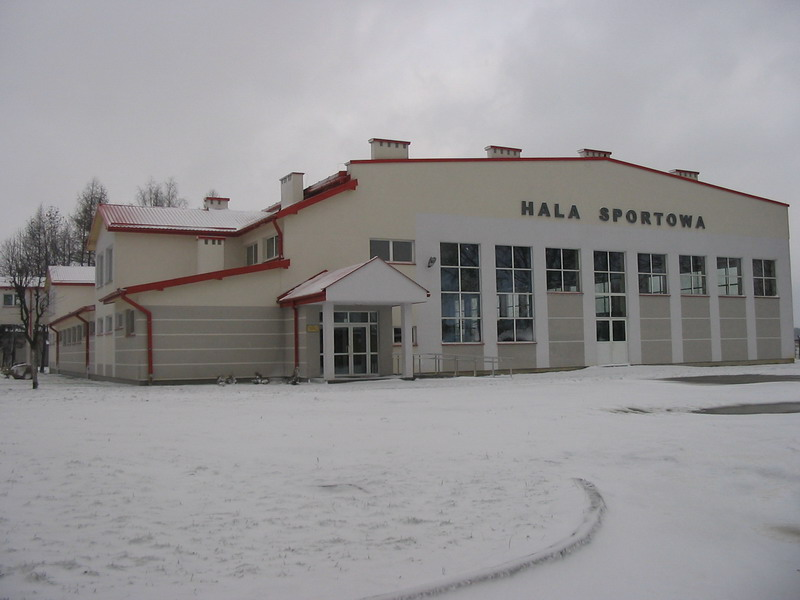
Спортивна зала командної школи в Любачеві

## Спорт
- Хортиця — аматорський футбольний клуб[14]
- Міський спортивний центр
- Міський спортивний клуб «Погонь-Сокіл»

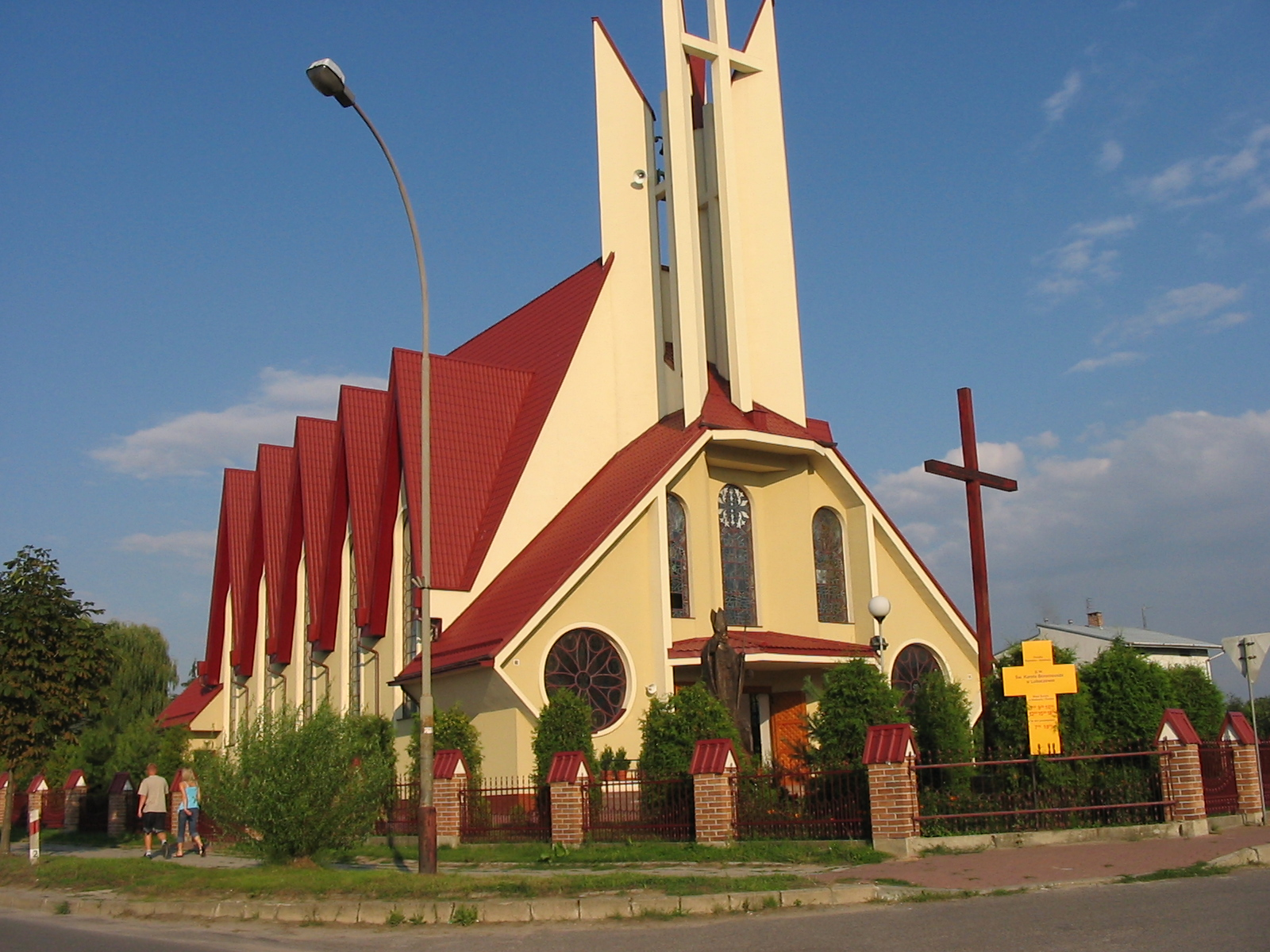
Костел св. Кароля Боромеуша

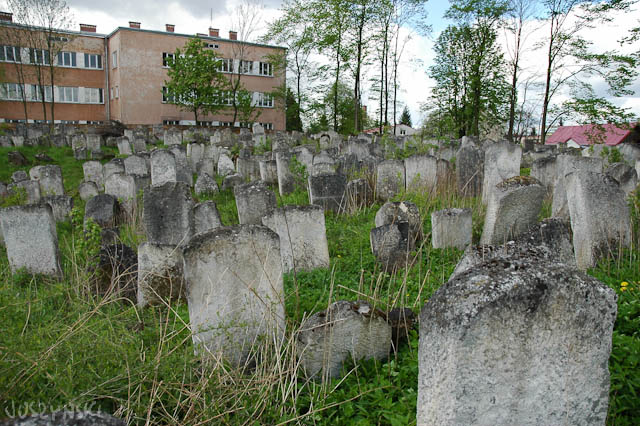
Єврейський цвинтар в Любачеві

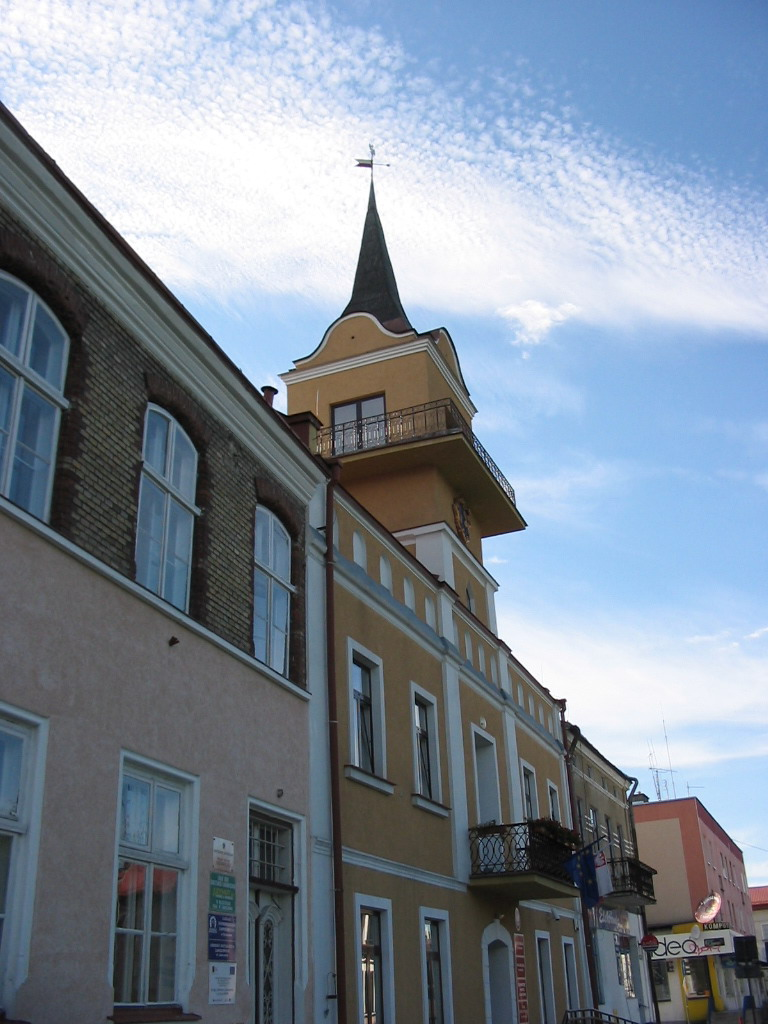
Міська ратуша

- Студентські спортивні клуби
- ІІІ ліга чоловічого волейболу
- Центр культури та спорту повіту

## Релігія

### Римсько-католицькі громади
- Парафія ім. святого Станіслава
- Парафія ім. Якуба (Якова) Стржеми
- Парафія ім. святого Кароля Боромеуша

### Греко-католицькі громади
- Парафія ім. святого Миколая Чудотворця

### Свідки Єгови
- Збір Свідків Єгови

### Інші релігії
- Юдаїзм. В місті є п'ять синагог:
  - Стара любачівська синагога
  - Нова любачівська синагога
  - Мала любачівська синагога
  - Західна любачівська синагога
  - Східна любачівська синагога.

У місті є єврейський цвинтар (кіркут), як пам'ять про загиблих.

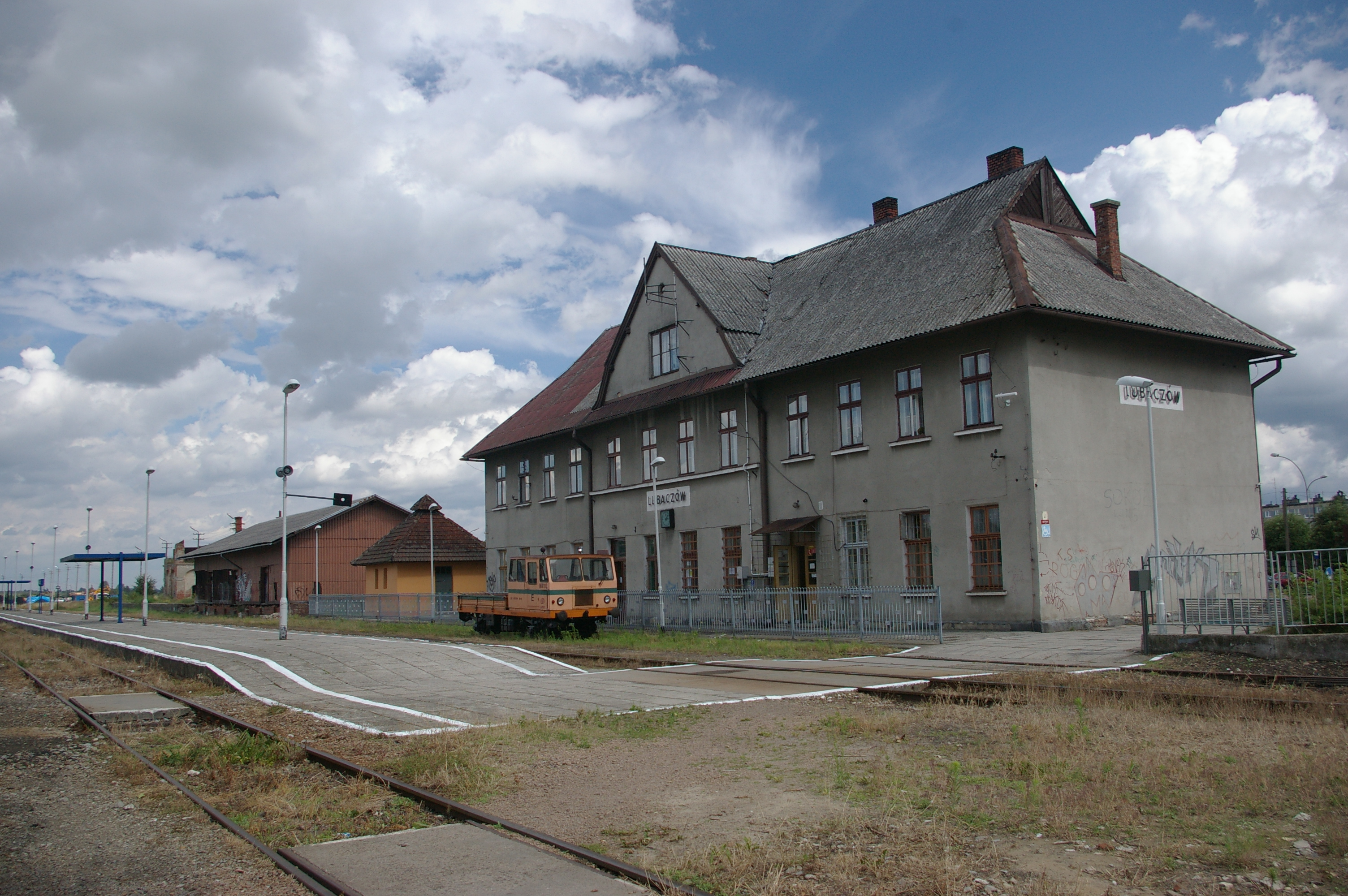
Любачівська залізнична станція

.

## Транспорт
В місті знаходиться залізнична станція.
Також з Любачева походять дороги до Корчова (кордону з Україною — 25 км), і далі до Перемишля, Ярослава (до дороги E40), Белжеця, Томашова, Хоринця-Здруя і Будомира (де знаходиться пункт пропуску через державний кордон України Будомєж-Грушів).

## Міста-побратими
- Тоштедт, Німеччина
- Ерд, Угорщина
- Яворів, Україна
- Собранці, Словаччина

## Почесні громадяни міста
- Казімеж Ґурський
- Рут Зутер
- Мар'ян Яворський
- Станіслав Скородецький
- Роберт Коженьовський
- Клаус-Дітер Файндт
- Іван-Павло II
- Істван Ковац
- Бейла Дьочоковський

## Галерея

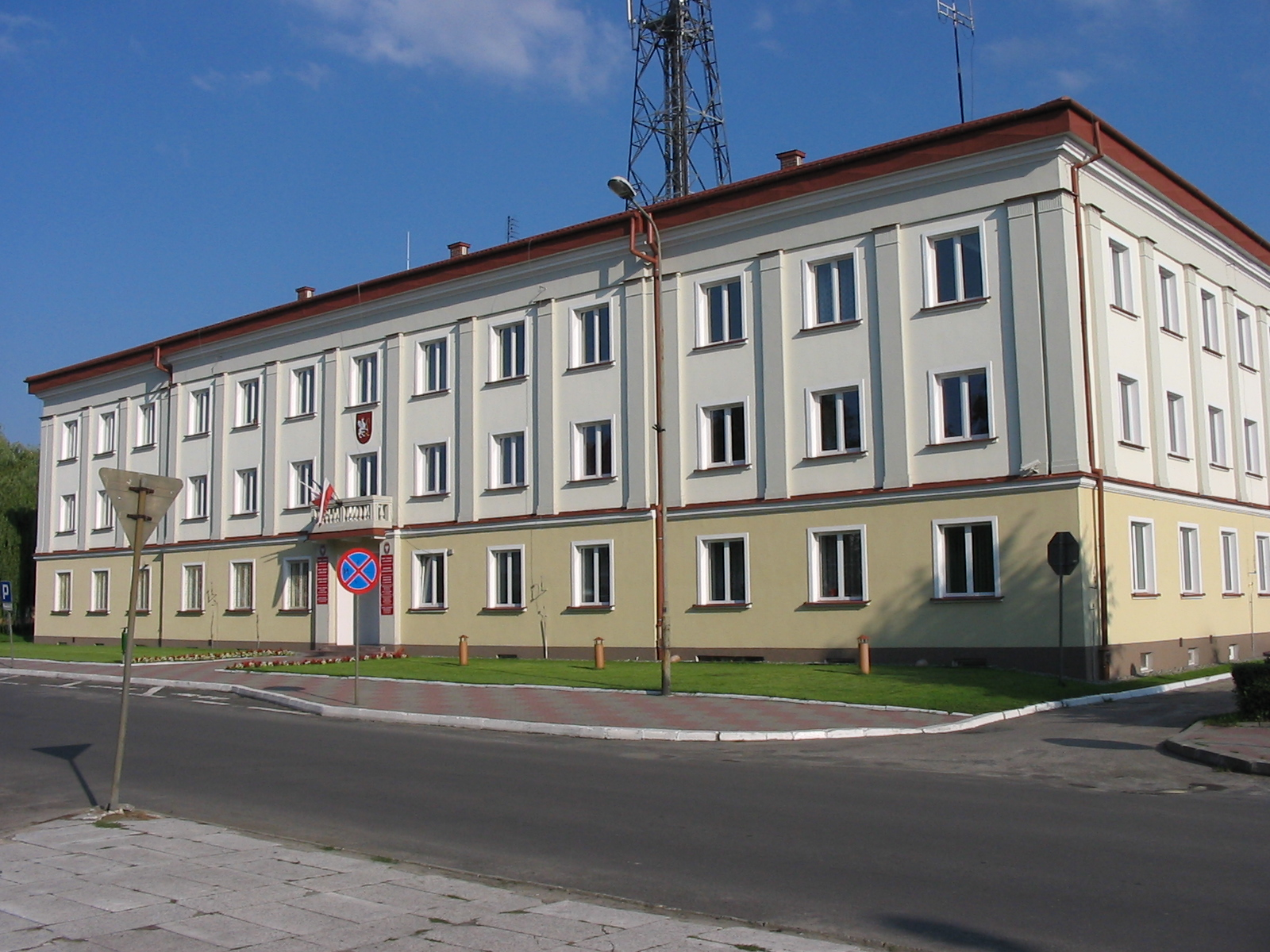
Будівля адміністрації повіту
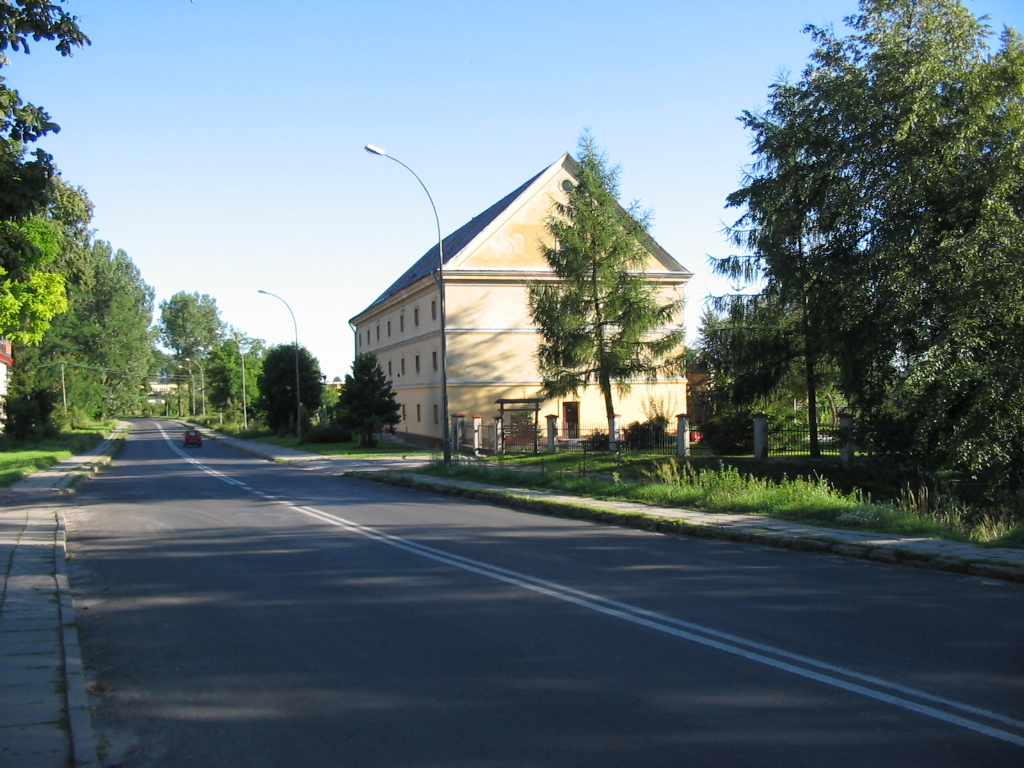
Музей
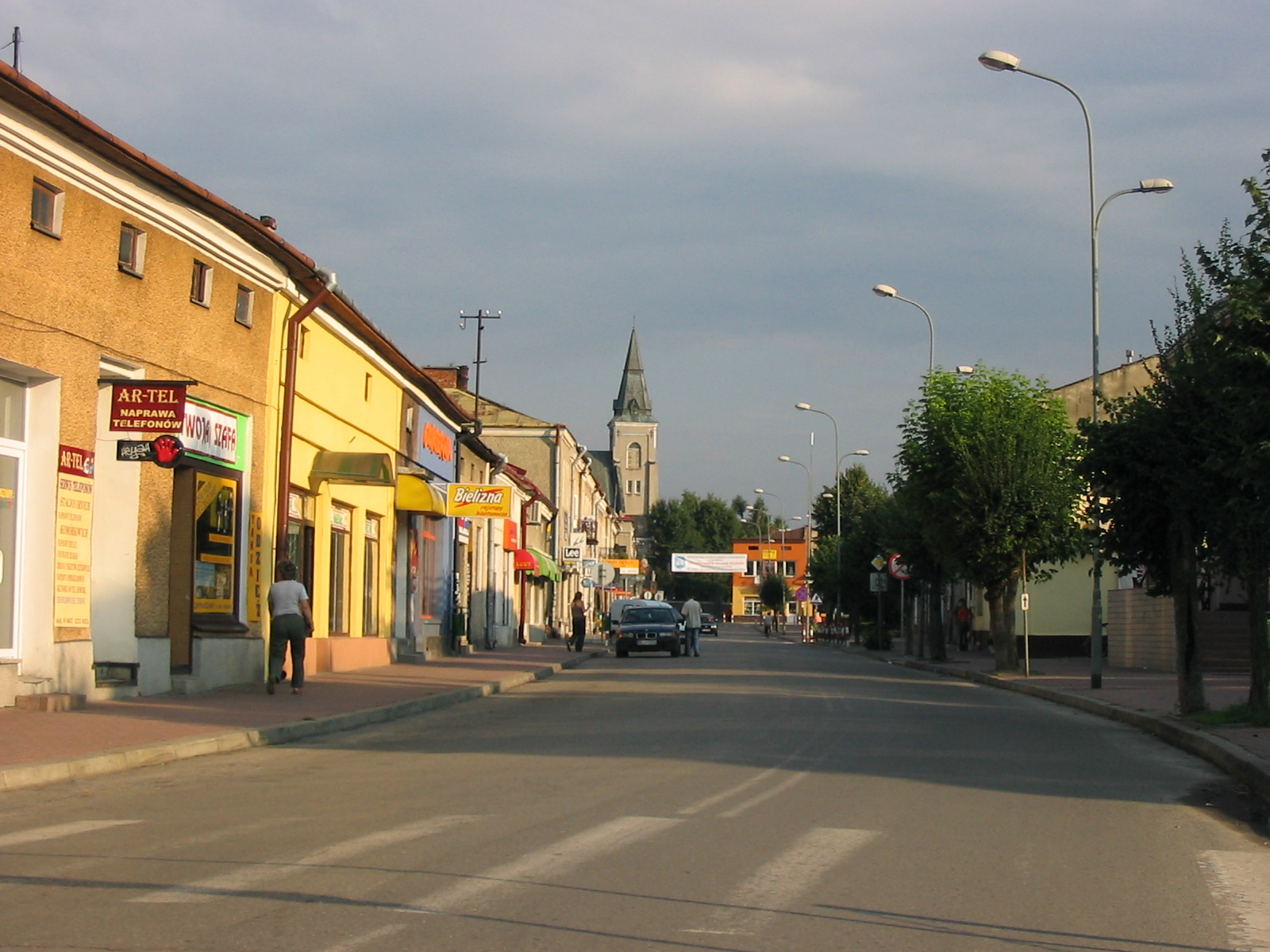
Дорога до Ринку
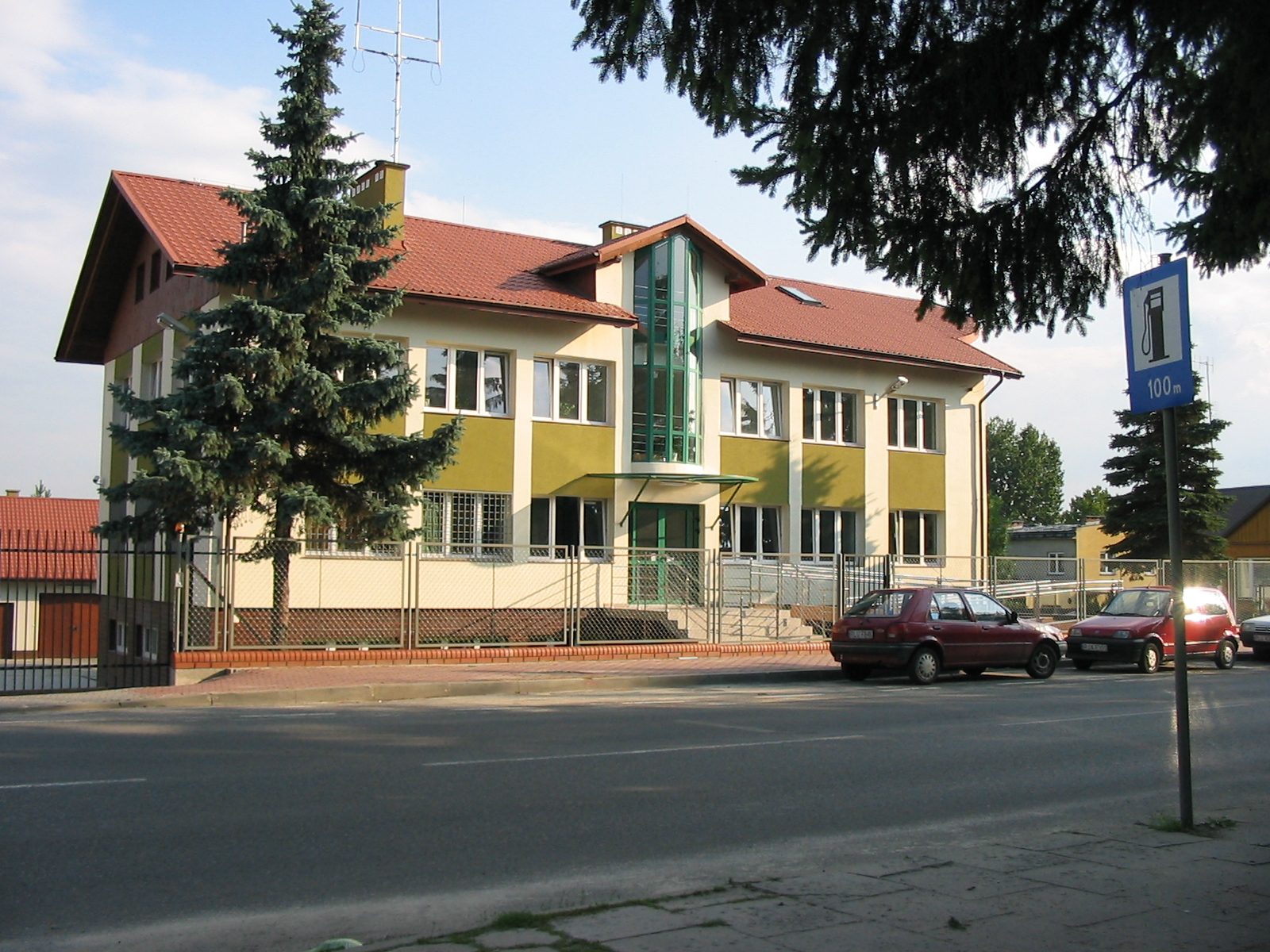
Будівля прикордонної охорони

## Зовнішні посилання
- Крівава Книга Ч. 1. Матеріяли до польської інвазії на українські землі Східної Галичини 1918/1919 року.
- Lubaczów, Poland [Архівовано 30 грудня 2008 у Wayback Machine.]
- Lubaczow / Encyclopedia of Jewish Life. — 2001/ — P. 750.
- Lubatchov, Libatchov / Shtetl Finder. — 1980 — P. 51.
- Floersheim E. Remembering the Jews of Lubaczow [Архівовано 22 грудня 2008 у Wayback Machine.] (англ.)
- Lubaczów // Słownik geograficzny Królestwa Polskiego. — Warszawa : Druk «Wieku», 1884. — Т. V. — S. 370. (пол.). — S. 370.
- Ідзьо В. С. Галицький король Коломан І та процеси першої політико-релігійної унії в Галичині в першій чверті ХІІІ століття. — Львів «Сполом», 2009. — 44 с.
- Ідзьо В. С. Утворення Галицького королівства. Галицький король Коломан І та процеси першої політико-релігійної унії в Галичині в першій чверті ХІІІ століття. Науковий Вісник Українського Історичного Клубу. — М., 2004. — Т. IX.
- Гошуляк І. «Українське питання» на Паризькій мирній конференції 1919 р..